# Monastero di Santa Croce del Corvo
Il monastero di Santa Croce del Corvo è un edificio religioso cattolico situato nella frazione di Bocca di Magra, in via Santa Croce, nel comune di Ameglia in provincia della Spezia.

## Storia e descrizione

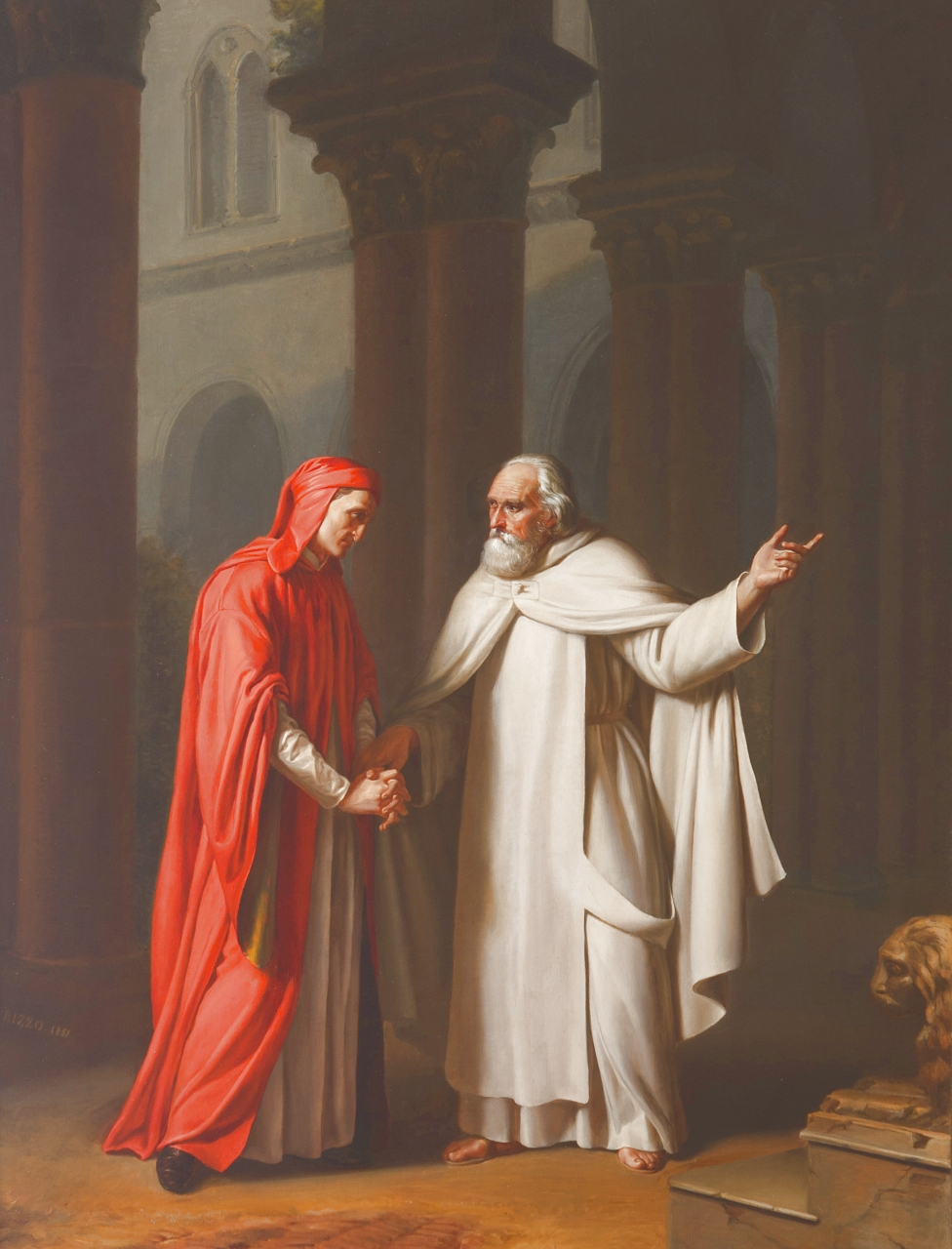
Luigi Rizzo
Incontro fra Dante e frate Ilario nel monastero di Santa Croce del Corvo
Reggia di Caserta

Secondo fonti storiche già prima dell'anno 1000 è databile l'esistenza di una primaria cappella in cui si custodisce un crocifisso in legno.
Il monastero fu fondato sul promontorio di Santa Croce nel 1176 dal vescovo Pipino Arrighi della Diocesi di Luni grazie alla donazione - il 2 giugno - del terreno ("32 giove di terra") ad un monaco ("monaco de Corvo"). I lavori per l'edificazione del monastero procedettero alacremente e si conclusero con l'affidamento, nel 1186, ai monaci benedettini di San Michele di Pisa.
Nel XIV secolo il complesso venne abbandonato, così come il prezioso crocifisso, e fu solo nel XVII secolo che una curata opera di restauro della chiesa, con la copertura dell'abside, consentì di riaprire al culto l'edificio.
L'intera area fu acquisita nella seconda metà del XIX secolo dalla famiglia Fabbricotti, facoltosi industriali del marmo, che vi insediarono la propria dimora. L'area venne dunque arricchita del parco monumentale e del bel castelletto in stile neogotico. Verso la metà del XX secolo l'intera proprietà, in conseguenza del fallimento Fabbricotti, venne rilevata dal Monte dei Paschi di Siena dalla confraternita della Provincia ligure dei frati carmelitani scalzi per iniziativa del cardinale Anastasio Alberto Ballestrero e trasformata in centro per ritiri spirituali e di ospitalità selezionata.
Reso celebre dalle fascinose memorie di Dante e di Boccaccio, per cui la struttura è sede del Centro lunigianese di studi danteschi, nella cappella seicentesca dell'antica area monastica si conserva da sempre l'eccezionalità della Santa Croce, un Cristo ligneo in puro stile romanico-bizantino ascrivibile al X-XII secolo, la cui vicenda è strettamente legata alla Reliquia del Preziosissimo Sangue che si conserva nella concattedrale di Sarzana.

## Curiosità
Nella sua biografia di Dante, Boccaccio narra l’inverosimile, ma suggestivo episodio di come il poeta, in partenza per la Francia, avesse affidato ad un monaco di nome Ilario del monastero di Santa Croce del Corvo il manoscritto della cantica dell'Inferno affinché lo recapitasse a Uguccione della Faggiola, intendendo destinare poi la successiva cantica del Purgatorio a Moroello Malaspina e quella del Paradiso al re aragonese Federico di Sicilia.